# Cantonul Virovitica-Podravina
Cantonul Virovitica-Podravina este una dintre cele 21 unități administrativ-teritoriale de gradul I ale Croației. Are o populație de 93.389 locuitori (2001). Reședința sa este orașul Virovitica. Cuprinde 3 orașe și 13 comune.